# Powoksza
Powoksza (biał. Повакша, Powaksza; ros. Повокша, Powoksza) – wieś na Białorusi, w obwodzie grodzieńskim, w rejonie ostrowieckim, w sielsowiecie Worniany, nad Wilią.
Współcześnie wieś obejmuje także dawny zaścianek Podworyszki Dolne.

## Historia
W XIX i w początkach XX w. zaścianek położony w Rosji, w guberni wileńskiej, w powiecie wileńskim, w gminie Bystrzyca.
Po I wojnie światowej pod administracją polską, w Zarządzie Cywilnym Ziem Wschodnich, w okręgu wileńskim, w powiecie wileńskim. W latach 1920–1922 w składzie Litwy Środkowej.
Od 11 kwietnia 1922 leżała w Polsce, w województwie wileńskim, w powiecie wileńsko-trockim, do 1 kwietnia 1927 w gminie Bystrzyca, następnie w gminie Mickuny. Rozporządzenie ministra spraw wewnętrznych z 1927 pod nazwą Powoksza wymienia cztery zaścianki (Powoksza I, II, III i IV) oraz folwarki Powoksza Dolna i Powoksza Górna. Wykaz miejscowości Rzeczypospolitej Polskiej z 1938 wymienia trzy zaścianki (Powoksza, Powoksza Dolna i Powoksza Górna).
Po II wojnie światowej w granicach Związku Sowieckiego. Od 1991 w niepodległej Białorusi.